# Gari (miasto Kruševac)
Gari (cyr. Гари) – wieś w Serbii, w okręgu rasińskim, w mieście Kruševac. W 2011 roku liczyła 540 mieszkańców.